# (53843) Antjiekrog
(53843) Antjiekrog est un astéroïde de la ceinture principale.

## Description
(53843) Antjiekrog est un astéroïde de la ceinture principale. Il fut découvert le 30 mars 2000 à Colleverde par l'observatoire de Colleverde. Il présente une orbite caractérisée par un demi-grand axe de 2,36 UA, une excentricité de 0,08 et une inclinaison de 10,0° par rapport à l'écliptique.